# Oldřich Lipský
Oldřich Lipský (Pelhřimov, de Bohemia, 4 de julio de 1924 -  Praga, 19 de octubre de 1986) fue un guionista y director de cine checoslovaco.

## Biografía
Sus progenitores estaban en el mundillo del teatro de aficionados: el padre, Vilém, que tenía una pastelería con café, dirigía una compañía. Oldřich se interesó desde pequeño por el teatro, el circo y el cine. Con su hermano mayor Lubomír (n. 1923), que después actuaría en sus películas y en otras, Oldřich iría practicando la dirección de cine. 
Durante el Protectorado de Bohemia y Moravia, Oldřich Lipský fue deportado por los alemanes durante un tiempo para ser empleado en trabajos forzados.
A su vuelta a Pelhřimov, en 1943, fundó una compañía de teatro con su hermano y con otros: se llamaría Mladá komedie (Comedia Joven). Por entonces empezaría también como actor en algunas películas. Poco después de terminar la guerra, la compañía fue a actuar a Praga, y el éxito animó a Lipský a fundar otra allí, Divadle satiry (Teatro de la Sátira), con la que seguiría actuando y de la que más tarde sería director artístico. En esa etapa, comenzó a estudiar filosofía en la Universidad Carolina, que había vuelto a abrirse después de estar cerrada cinco años y medio durante la estancia de las fuerzas de ocupación.
Tras encargarse de la dirección en varios teatros de Praga, empezó a trabajar en los Estudios Barrandov. Allí, al principio fue ayudante de guion, después ayudante de dirección y, ya en 1954, director. Se estrenó como tal con Cirkus bude! (¡El circo dará sesión!), que no fue bien acogida por la crítica pero fue un éxito entre el público y orientaría a Lipský como director de comedia de ahí en adelante. 
Tras el escaso éxito de sus dos películas siguientes, dejó los estudios de cine y se fue unos años con el circo nacional, en el que se harían trabajos mixtos de artes circenses tradicionales, proyecciones y efectos de linterna mágica. Durante las giras por Japón, la India y Birmania, Lipský rodaría cortometrajes documentales y, también de carácter documental, material sobre las mismas giras que se vería después en su película Cirkus jede! (¡Llega el circo!, 1960).
Más adelante, tras algunas películas más y tras el éxito de su western rojo Joe Cola-Loca (Limonádový Joe aneb Konská opera, 1964), surgieron proyectos para hacer películas de ciencia ficción en inglés con el productor Carlo Ponti, que quería contar para los guiones con Ennio Flaiano. Esos proyectos y otros se esfumaron en seguida, de manera que Lipský seguiría trabajando para los Estudios Barrandov.
En 1979, sería nombrado Artista del Pueblo Checoslovaco (Českoslovenští národní umělci), título análogo en su país al llamado Artista del Pueblo de la Unión Soviética.

## Obra

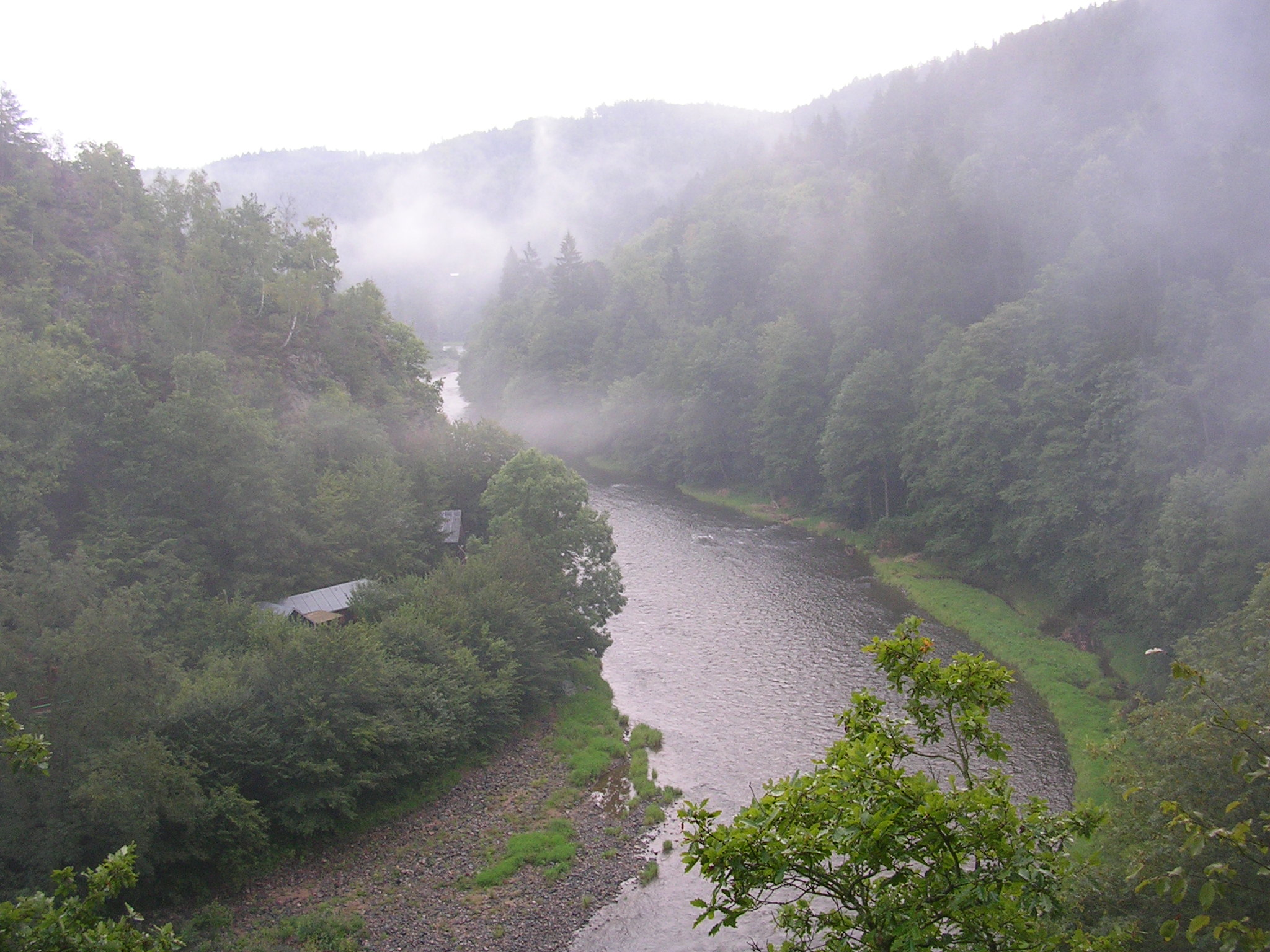
El río Sázava.

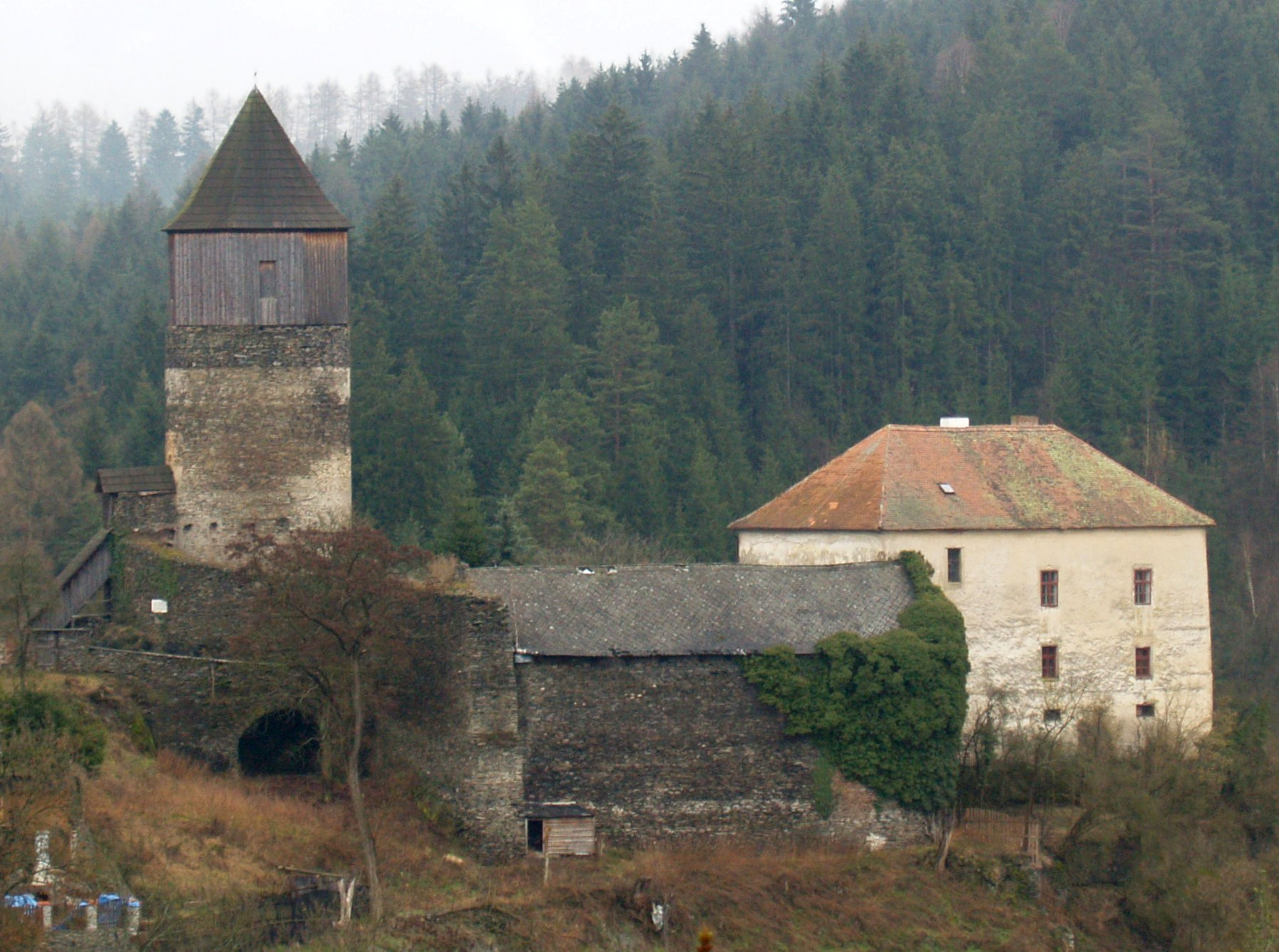
Castillo de Pirkstejn, en Rataje nad Sázavou.

Como actor, Oldřich Lipský trabajó en estas películas de cine: 
- 1945: Řeka čaruje (Las maravillas del río). Largometraje. Checoslovaquia. La película está basada en la pieza lírica de radioteatro del mismo nombre, obra escrita en 1936 por Josef Toman (1899 - 1977) que se había emitido a partir de junio de 1939 con dirección de Václav Sommer. Los exteriores de la película se rodaron en la localidad de Rataje nad Sázavou (Rataje del Sázava).[2][3] El estreno fue el 1 de enero de 1946.[4][5][6][7][8][9][10]
- 1946: V horách duní (V Horách retumba).[11] Largometraje. Checoslovaquia. La película fue estrenada el 15 de agosto de 1946.[12][13][14][15]
- 1948: Červená ještěrka (El Lagarto Rojo). Largometraje. Checoslovaquia. Se estrenó la película el 11 de febrero de 1949.[16][17][18][19]

En el argumento, en el guion o en la dirección, desarrolló su arte en estas producciones:
- 1950: Racek má zpoždění (La gaviota se demora). Largometraje. Comedia. Checoslovaquia. El estreno fue el 22 de diciembre de 1950.[20][21][22][23][24]
- 1950: Slepice a kostelník (Las gallinas y el sacristán). Largometraje. Československý Státní Film. Checoslovaquia. Fue estrenada el 6 de abril de 1951.[25][26][27][28][29][30]
- 1952: Haškovy povídky ze starého mocnárství (Historias de Hašek de la vieja monarquía). Película de episodios. Checoslovaquia. Se estrenó el 25 de diciembre de 1952.[31][32][33][34][35][36]
  - Cuatro historias del gran satírico checo: Polévka pro chudé deti (Sopa para los niños pobres), Schuze obecního zastupitelstva v Mejdlovarech (Las reuniones del ayuntamiento de Mejdlovar), Trampoty pana Tenkráta, Vzpoura trestance Šejby (La revuelta de los convictos de Šejby).[32][37]
- 1954: Cirkus bude! (¡El circo dará sesión! o Hurly burly en el circo). Largometraje. Comedia. Checoslovaquia. Se estrenó el 15 de octubre de 1954.[38][39][40][41][42]
- 1955: Vzorný kinematograf Haška Jaroslava (El cinematógrafo ejemplar de Jaroslav Hašek). Película de episodios. Studio Umeleckých Filmu (Estudio de las Artes Cinematográficas), de Praga. Checoslovaquia. La película fue estrenada el 1 de junio de 1956.[43][44][45][46][47]
- 1958: Hvezda jede na jih (Una estrella viaja al sur). Largometraje. Comedia musical. Estudios Barrandov y Lovcen Film. Coproducción de Yugoslavia y Checoslovaquia. La película se estrenó el 15 de mayo de 1964.[48][49][50][51][52]
- 1960: Vítající dívka (La bienvenida de la niña). Cortometraje documental. Checoslovaquia.[53]
- 1960: Vítající dav (La bienvenida del público). Cortometraje documental. Checoslovaquia.[54]
- 1960: Obrazový průvodce (La guía ilustrada). Cortometraje documental. Checoslovaquia.[55][56]
- 1960: Cirkus jede! (¡Llega el circo!). Largometraje documental con actores. Checoslovaquia. Estrenada el 7 de abril de 1961.[57][58][59][60]

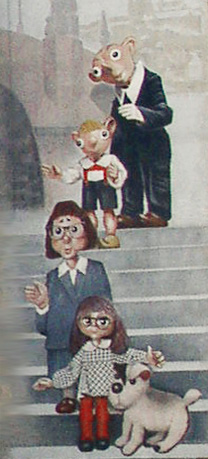
Los personajes Josef Spejbl, su hijo Hurvínek y los que componen la familia que vive con ellos: la señora Katerina y su hija Mánicka, ésta con el perro Žeryk.

- 1960: Hurvínek to zarídí (Hurvínek por arreglar). Checoslovaquia.[61][62] Cortometraje con el marionetista Miloš Kirschner (1927 - 1996) y los personajes Spejbl y Hurvínek, del también marionetista Josef Skupa (1892 - 1957). Kirschner se ocupó de dar vida a los personajes tras la muerte de Skupa.
- 1961: Muž z prvního století (Un hombre del siglo I o Un hombre del primer siglo). Largometraje. Comedia de ciencia ficción inspirada en la obra de teatro de Vladímir Mayakovski La chinche (Клоп, 1928).[63] Checoslovaquia. La película fue estrenada el 23 de marzo de 1962. Se proyectó en la edición del mismo año del Festival de Cannes.[64][65][66][67][68][69]
- 1964: Joe Cola-Loca (Limonádový Joe aneb Konská opera). Largometraje. Checoslovaquia.
- 1967: Šťastný konec (Final feliz; el título internacional es Happy End). Largometraje. Estudios Barrandov. Checoslovaquia. Estreno: 1 de septiembre de 1967.[70][71][72][73][74][75][76][77]
- 1969: Zabil jsem Einsteina, pánové… (¡He matado a Einstein, caballeros!). Largometraje. Comedia de ciencia ficción. Československý státní film. Checoslovaquia. Se estrenó el 27 de febrero de 1970.[78][79][80][81][82][83]
- 1970: Ctyri vraždy stací, drahoušku (Basta con cuatro asesinatos, cariño). Largometraje. Comedia. Estudios Barrandov. Checoslovaquia. Se estrenó la película el 10 de mayo de 1971.[84][85][86][87][88][89]
- 1971: Slamený klobouk (Un sombrero de paja).[90] Largometraje. Comedia de costumbres. Checoslovaquia. La película se estrenó el 24 de marzo de 1972[91][92][93][94][95]
- 1972: Šest medvedu s Cibulkou (Seis osos y el payaso Cebolla; en México, Seis osos y un payaso; en Argentina, Seis osos locos y un payaso). Largometraje. Comedia. Checoslovaquia, con participación de la RDA. Estreno: 1 de diciembre de 1972.[96][97][98][99][100][101][102][103]
- 1973: Tri chlapi na cestách (Tres hombres de viaje). Largometraje. Comedia. Checoslovaquia. La película fue estrenada el 1 de noviembre de 1973.[104][105][106][107][108][109]
- 1974: Jáchyme, hod ho do stroje! (¡Jáchym!: ¡tíralo a la máquina!). Largometraje. Comedia. Estudios Barrandov. Checoslovaquia. Estreno: 30 de agosto de 1974.[110][111][112][113][114][115]
- 1975: Cirkus v cirkuse (Circo en el circo o Solo para elefante y orquesta; en Argentina, Solo para elefante con orquesta). Largometraje. Comedia. Coproducción de los Estudios Barrandov, de Praga (Checoslovaquia) y los Estudios Mosfilm, de Moscú (Unión Soviética). Fue estrenada el 1 de febrero de 1976.[116][117][118][119][120][121]
- 1976: Marecku, podejte mi pero! (¡Mareck!: ¡déjame la pluma!). Largometraje. Comedia. Estudios Barrandov. Checoslovaquia. Se estrenó el 1 de octubre de 1976.[122][123][124][125][126][127][128][129]

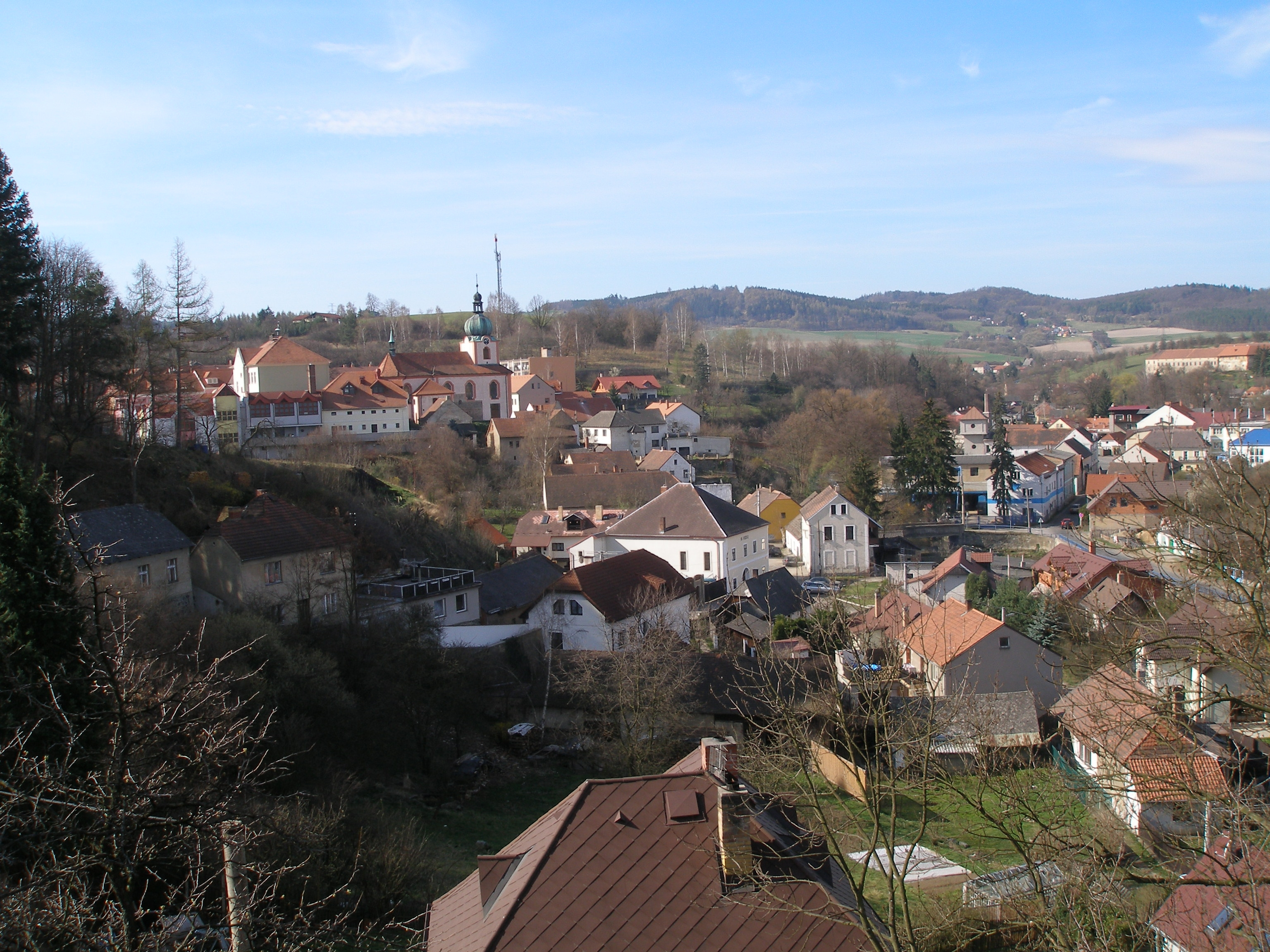
Nový Knín.

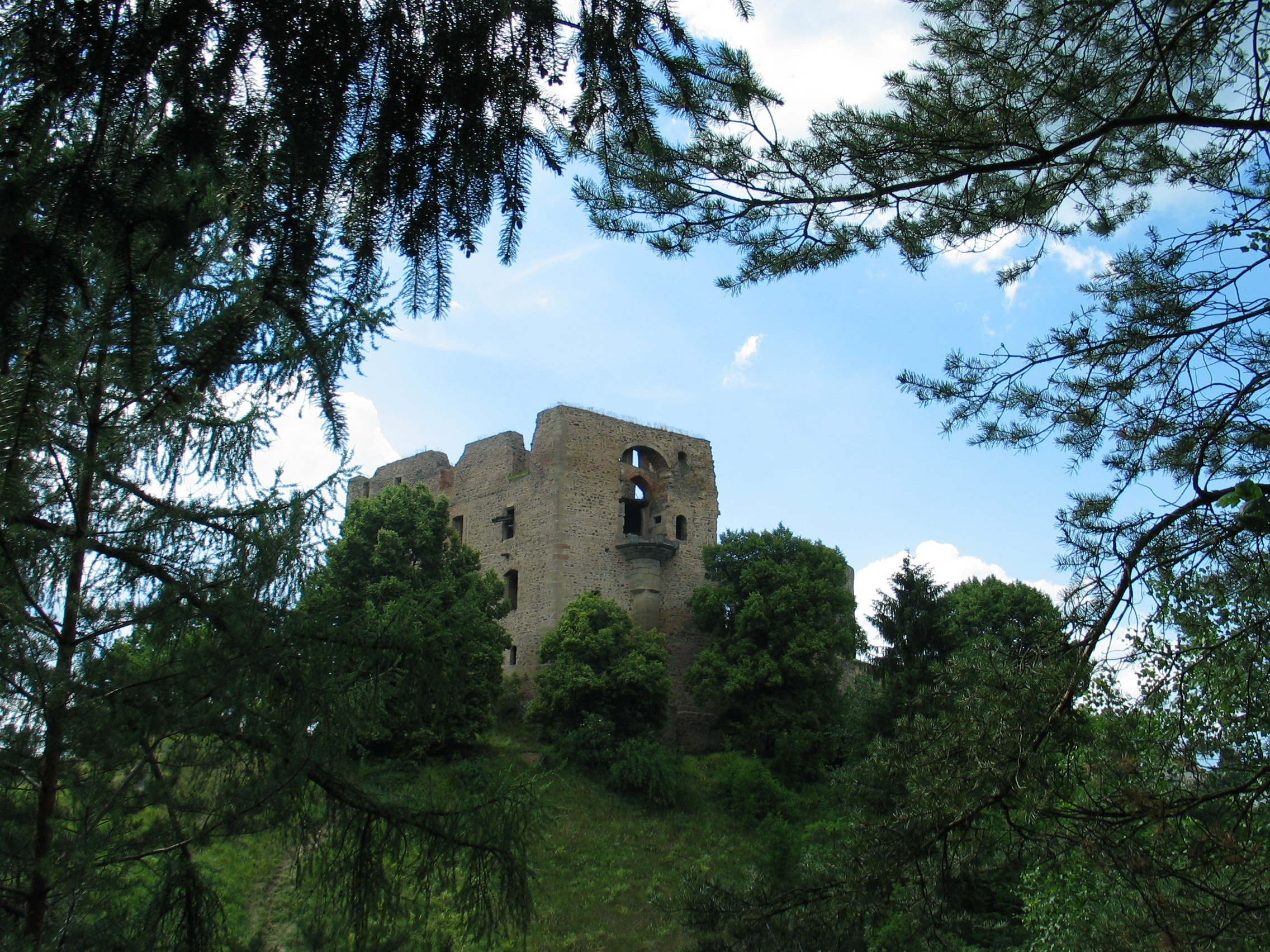
Castillo de Krakovec.

- 1976: At žijí duchové! (¡Larga vida a los fantasmas! o ¡Que vivan los fantasmas!). Largometraje. Comedia fantástica infantil. Checoslovaquia. El rodaje tuvo lugar sobre todo en la población de Nový Knín y en el Castillo de Krakovec.[130][131] Se estrenó el 1 de noviembre de 1977.[132][133][134][135][136][137][138]
- 1977: Nick Carter: aquel loco, loco, detective o Adela no ha cenado todavía (Adéla ješte nevecerela). Largometraje. Comedia fantástica. Estudios Barrandov. Checoslovaquia. Se estrenó el 1 de agosto de 1978.[139][140][141][142][143][144][145] La película está presentada como un melodrama de los tiempos del cine mudo, en concreto de los años 20, con sus correspondientes intertítulos ornamentados entre las secuencias. Se estrenó en agosto de 1978, y Jaroslav Kučera (1946 - ) obtendría por ella el premio a la mejor fotografía en la edición de ese mismo año del Festival de Cine de Sitges. La obra se llevó en 1980 el Premio Saturn a la mejor película extranjera; en el mismo certamen, fue propuesta como mejor película fantástica.
- 1979/80: Aber Doktor (¡Pero doctor...!). DEFA-Studio für Spielfilme. Telefilme de la República Democrática Alemana, con participación checoslovaca. Comedia romántica.[146][147][148][149][150]

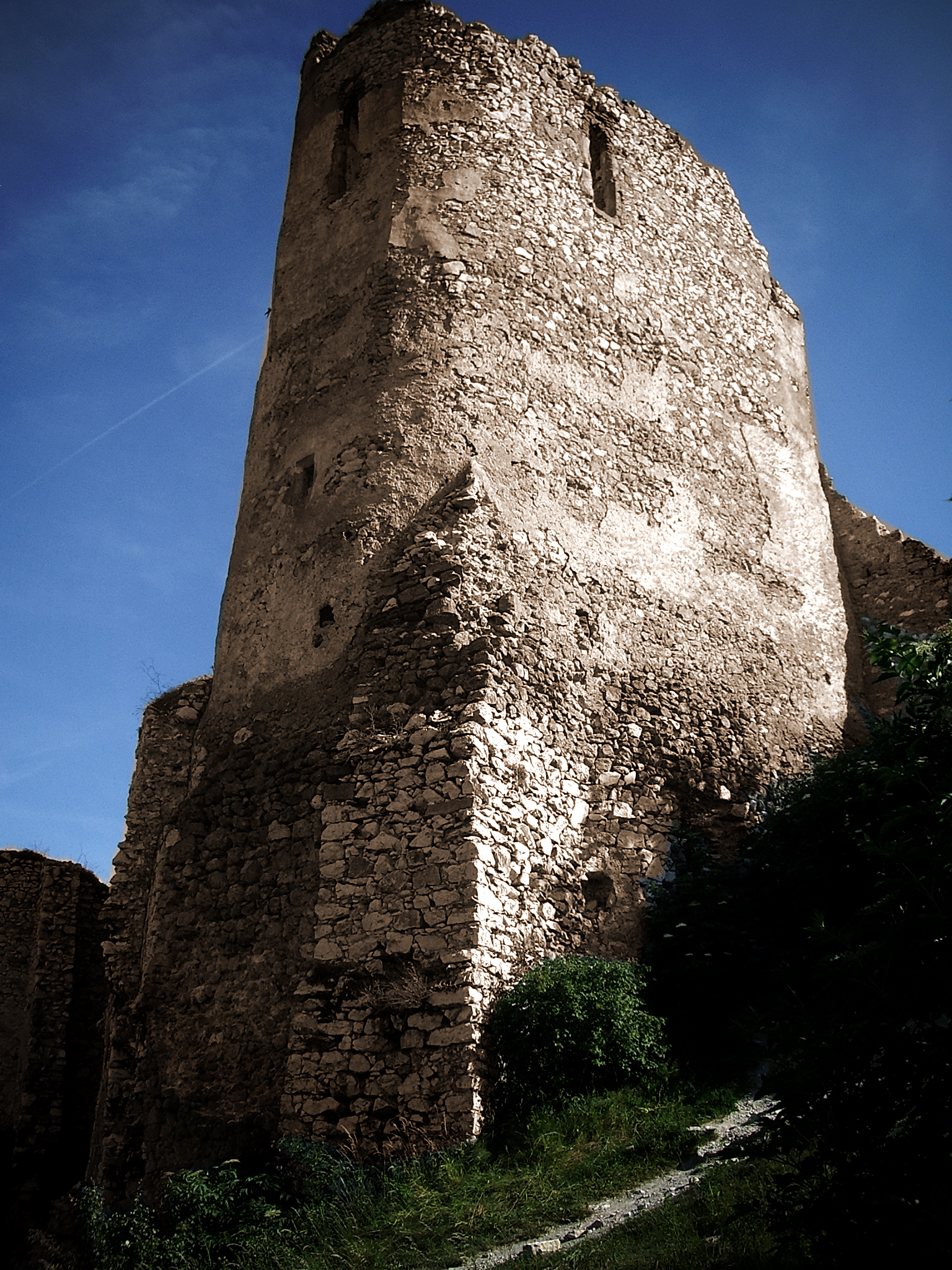
Castillo de Čachtice.

- 1981: Tajemství hradu v Karpatech (El misterioso castillo de los Cárpatos), largometraje basado en la novela de Jules Verne El castillo de los Cárpatos y paródico de las novelas de ese escritor. Comedia de ciencia ficción. Estudios Barrandov. Checoslovaquia. Se estrenó la película el 1 de octubre de 1981.[151][152][153][154][155][156][157][158] Los exteriores se rodaron en la aldea de Čachtice, donde se hallan las ruinas del castillo de Erzsébet Báthori, que, naturalmente, se aprovecharon.[159]
- 1982: Srdecný pozdrav ze zemekoule (Muchas felicidades desde la Tierra). Largometraje mixto de imagen real y animación. Comedia de ciencia ficción. Estudios Barrandov. Checoslovaquia. Fue estrenada el 1 de julio de 1983.[160][161][162][163][164][165] Aunque se trata de una película de ciencia ficción, la organización social es la de la Checoslovaquia de los años 80.
- 1983: Tri veteráni (Tres veteranos). Largometraje. Comedia fantástica. Estudios Barrandov. Checoslovaquia. Se estrenó el 1 de julio de 1984.[166][167][168][169][170][171]

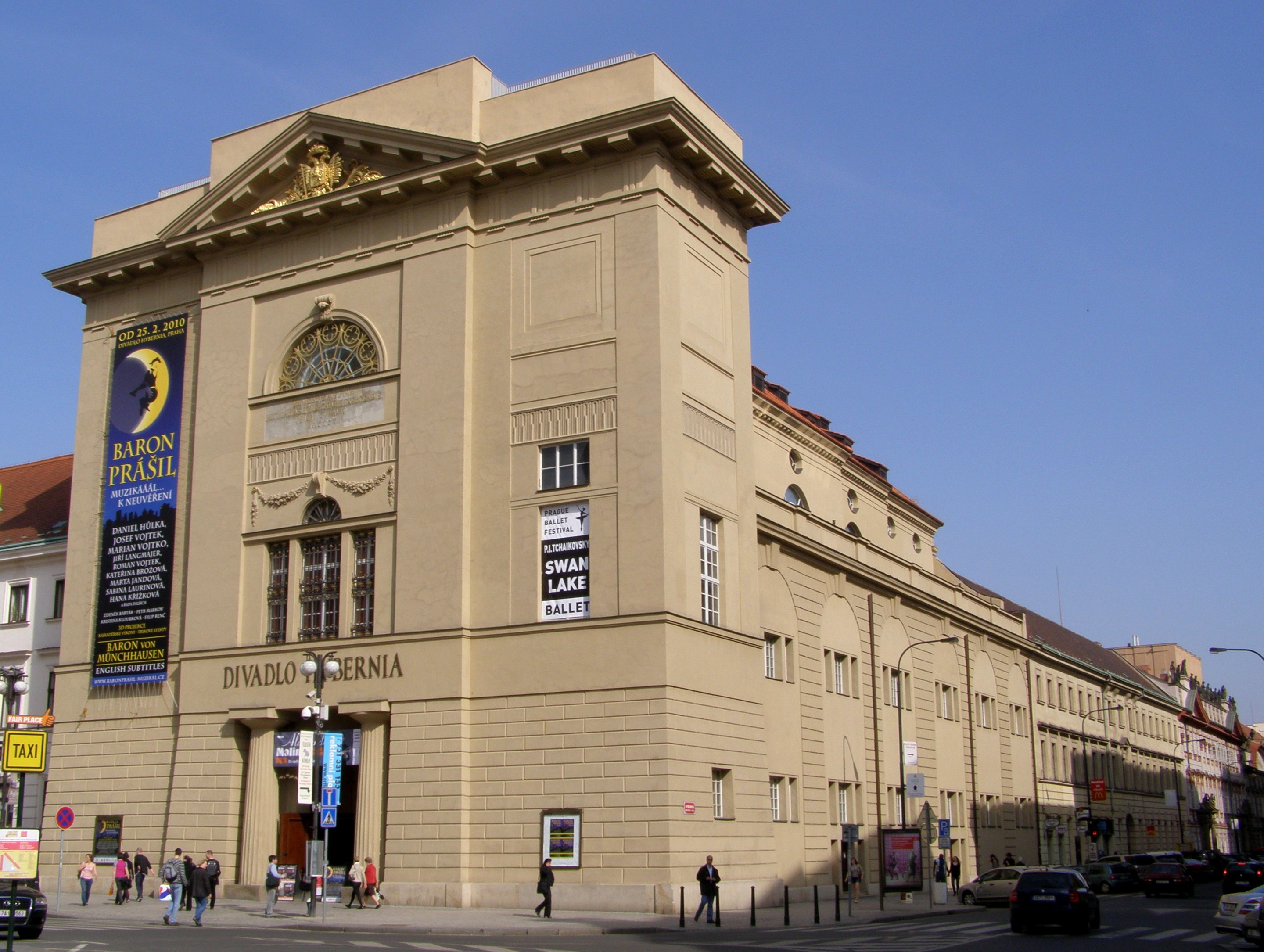
El Palacio de Invierno (Praga).

- 1986: Velká filmová loupež (La gran película del atraco). Largometraje. Comedia. Ústrední pujcovna filmu (Distribuidora Central de Películas).[172] Checoslovaquia.[173][174][175][176][177][178] Aparecen en esta producción diez de los actores más célebres de la Checoslovaquia de su época, representándose a sí mismos varios de ellos.

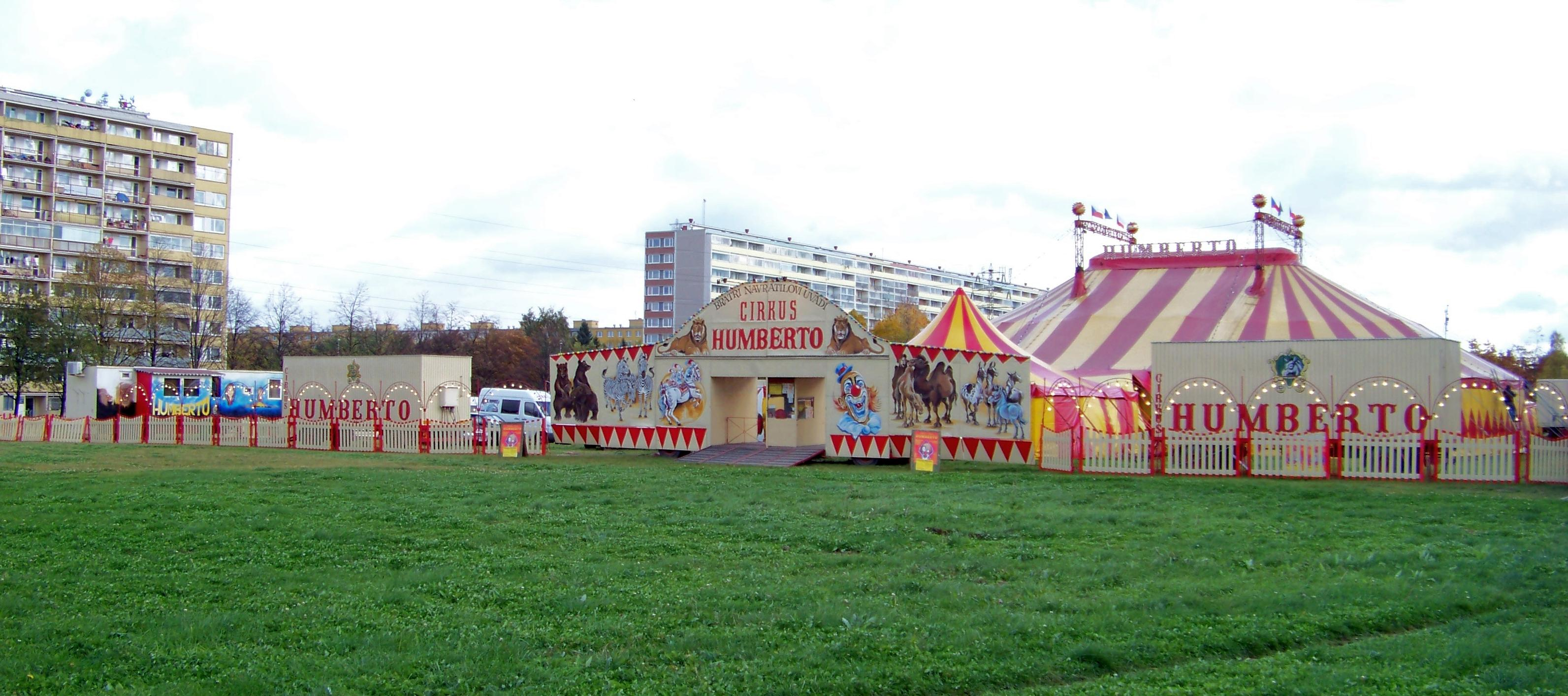
El Circo Humberto checo y eslovaco de la vida real, fundado en 1951, diez años después de la publicación de la novela de E. Bass.

- 1988: Cirkus Humberto (El Circo Humberto). Serie de televisión. Drama histórico. Coproducción de la República Democrática Alemana y Checoslovaquia en la que se adapta la novela de 1941 del escritor checo Eduard Bass (1887 - 1946).[179][180][181][182][183][184]

## El documental sobre la comedia checa
En 1980, Aleš Dospiva se había encargado de fraguar un documental sobre la comedia cinematográfica checa: Jak se dělá smích (Cómo se hace reír). Vladimír Menšík (1929 - 1988) presentaba en ese montaje 35 años de comedias checas mediante pasajes de películas y entrevistas con algunos de sus artífices: los directores O. Lipský y Václav Vorlíček (1930 -) y los actores František Filipovský (1907 - 1993), Jiří Sovák (1920 - 2000), Zdeněk Podskalský (1923 - 1993) y Jiřina Bohdalová (1931 -). La fecha de estreno de ese documental fue el 1 de abril de 1981.

## Premios y distinciones
Festival Internacional de Cine de San Sebastián
| Año  | Categoría       | Película                         | Resultado |
| ---- | --------------- | -------------------------------- | --------- |
| 1964 | Concha de Plata | Limonádový Joe aneb Konská opera | Ganador   |